# T.N.T. (албум на Ей Си/Ди Си)
T.N.T. (от англ. тротил) е вторият студиен албум на австралийската рок група Ей Си/Ди Си (AC/DC). Повечето от деветте песните, част от албума са написани от братята Янг, заедно с вокалиста Бон Скот. Автори на парчето Can I Sit Next to You Girl са Ангъс и Малкълм Йънг, докато School Days е кавър версия на песен от Чък Бери.

## Международно издание
T.N.T. е единственият австралийски студиен албум на групата, който не е издаден другаде по света. Въпреки това седем от песните са включени в тавата High Voltage, издадена през 1976 г. извън Австралия. Другите две, Rocker и School Days, достигат широкия свят със световния еквивалент на албума Dirty Deeds Done Dirt Cheap и компилацията Bonfire, издадена през 1997 г.

## Състав
- Бон Скот – вокал
- Ангъс Йънг – соло китара
- Малкълм Йънг – ритъм китара и беквокали
- Марк Евънс – бас китара и беквокали
- Фил Ръд – барабани

## Продуценти
- Хари Ванда
- Джордж Йънг

## Списък на песните
Всички песни са написани от Ангъс Йънг, Малкълм Йънг и Бон Скот, освен отбелязаните.
1. It's a Long Way to the Top (If You Wanna Rock 'n' Roll) – 5:15
2. Rock 'n' Roll Singer – 5:04
3. The Jack – 5:52
4. Live Wire – 5:49
5. T.N.T. – 3:35
6. Rocker – 2:51
7. Can I Sit Next to You Girl (Янг, Янг) – 4:12
8. "High Voltage" – 4:22
9. School Days (Чък Бери) – 5:21

Издаден на плоча, албумът съдържа по-дълги версии на High Voltage and Rocker, в сравнение със CD еквивалента.